# Halina Bednarz
Halina Bednarz (ur. 10 maja 1958 w Rogoźnie) – polska aktorka teatralna, filmowa i telewizyjna.

## Życiorys
W 1982 roku ukończyła studia na PWST w Warszawie.
Jest jedną z bohaterek książki „Optymistki” (autor: Marzanna Graff-Oszczepalińska).
Ma 161 cm wzrostu.

## Spektakle teatralne
Teatr Popularny, Warszawa
- 1982: Grzech jako Anna Jaskrowiczówna (reż. Teresa Żukowska)
- 1983: Niezapomniany rok 1961 jako (reż. Jerzy Markuszewski)
- 1983: Osiem kobiet jako Katarzyna (reż. Andrzej Ziębiński)
- 1983: Tresowane dusze jako Anna Smolkiewiczowa (reż. T. Żukowska)
- 1984: Nas czworo (reż. J. Markuszewski)
- 1986: Niepodległość trójkątów jako Wabaya (reż. Wojciech Adamczyk)
- 1986: Sztukmistrz z Lublina jako Estera (reż. J. Markuszewski)
- 1986: Antygona jako Antygona (reż. A. Ziębiński)
- 1987: Ich czworo jako żona (reż. T. Żukowska)
- 1988: Skarby i upiory jako Ładnowska (reż. Józef Fryźlewicz, A. Ziębiński)

Teatr na Woli im. Tadeusza Łomnickiego, Warszawa
- 1991: Magic Box jako Paskuda (reż. Krzysztof Gradowski)
- 1998: Trzej muszkieterowie jako królowa Anna Austriaczka (reż. Tomasz Grochoczyński)

Towarzystwo Teatrum, Warszawa
- 2007: Śmietnik (reż. Ewa Złotowska)

Scena Faktu Teatru Telewizji
- 2008: Stygmatyczka jako Serbka (reż. Wojciech Nowak)

## Filmografia
| Rok       | Tytuł                             | Rola                                       | Uwagi           |
| --------- | --------------------------------- | ------------------------------------------ | --------------- |
| 1987      | Cesarskie cięcie                  | ciężarna                                   |                 |
| 1987      | Rzeka kłamstwa                    | Olesia                                     |                 |
| 1988      | Kogel-mogel                       | koleżanka Wolańskiej                       |                 |
| 1991      | Panny i wdowy                     | internowana                                | odc. 5          |
| 1993      | Komedia małżeńska                 | Cyganka w pociągu                          |                 |
| 1993      | Czterdziestolatek. 20 lat później | uczestniczka wycieczki do Aleksandrii      | odc. 11         |
| 1996      | Awantura o Basię                  | matka Julka                                | odc. 7          |
| 1997–1998 | Klan                              | opiekunka w Domu Dziecka                   |                 |
| 1997      | Boża podszewka                    | Wilnianka                                  | odc. 11         |
| 1999      | Egzekutor                         | sekretarka na uczelni                      |                 |
| 2000–2001 | Adam i Ewa                        | Olczykowa                                  |                 |
| 2001      | Miasteczko                        |                                            |                 |
| 2001      | Marzenia do spełnienia            | laborantka                                 |                 |
| 2002      | Na dobre i na złe                 | farmaceutka                                | odc. 108        |
| 2002–2010 | Samo życie                        | Renata Augustynek                          |                 |
| 2003      | Kasia i Tomek                     | artystka ludowa                            | odc. 4          |
| 2004      | Mój Nikifor                       | kobieta z pudlami kupująca obrazy Nikifora |                 |
| 2005      | Komornik                          | żona Chudego                               |                 |
| 2006      | Ranczo                            | kobieta                                    | odc. 5          |
| 2006      | Plac Zbawiciela                   | właścicielka budowanej hali                |                 |
| 2007      | Twarzą w twarz                    | sędzia                                     | odc. 2          |
| 2008      | BrzydUla                          | pielęgniarka                               | odc. 3          |
| 2009      | Synowie                           | Aniela Potasiówna                          | odc. 8          |
| 2009      | Plebania                          | Wiktoria                                   |                 |
| 2009      | Londyńczycy                       | matka Pawła                                | odc. 12, 14     |
| 2011      | Ranczo                            | kobieta w kolejce po olejek                | odc. 57         |
| 2011      | Ojciec Mateusz                    | Halina                                     | odc. 88         |
| 2011      | Ludzie Chudego                    | kobieta na okazaniu zwłok                  | odc. 16         |
| 2012      | Jesteś Bogiem                     | matka „Rahima”                             |                 |
| 2014      | Ranczo                            | członkini chóru                            | odc. 102, 104   |
| 2015      | Na dobre i na złe                 | matka Mirona                               | odc. 620        |
| 2015      | Anatomia zła                      | matka Waśki                                |                 |
| 2016      | Ojciec Mateusz                    | Ewa Mostowska                              | odc. 209        |
| 2017      | Blondynka                         | Dawidowiczowa, teściowa Steca              | odc. 75         |
| 2017      | Druga szansa                      | przedszkolanka                             | odc. 44, 47     |
| 2019      | Ślad                              | Hanna Ożóg                                 | odc. 103        |
| 2019      | Leśniczówka                       | pielęgniarka Wolska                        | odc. 76, 77     |
| 2019      | Barwy szczęścia                   | Helena Wójcik, matka Damiana               | odc. 1989, 1990 |
| 2019      | W rytmie serca                    | właścicielka domu                          | odc. 40         |
| 2019      | Echo serca                        | parafianka Stefania                        | odc. 2, 11      |
| 2021      | Chyłka. Inwigilacja               | kobieta na ulicy                           | odc. 5          |
| 2021      | Planeta singli. Osiem historii    | pielęgniarka                               | odc. 1          |